# Mordella summermanae
Mordella summermanae es una especie de coleóptero de la familia Mordellidae.

## Distribución geográfica
Habita en la República Dominicana.